# Dorothy Janis
Dorothy Janis (født 19. februar 1912 i Dallas i Texas, død 10. marts 2010) var en skuespiller fra stumfilmsepoken. Hendes korte filmkarriere begyndte da hun besøgte en slægtning, som arbejdede på en Fox film i 1927. Der blev hendes skønhed bemærket, og hun blev spurgt om hun ville medvirke i en prøveindspilning.[kilde mangler] Det førte til at Janis kom til at indspille fem film, fire stumfilm og én talefilm. Hun var bedst kendt for sine roller sammen med Ramon Novarro i The Pagan (1929). Hun pensionerede sig i 1930 og giftede sig senere med bandlederen Wayne King i 1932. De var gift i 53 år frem til hans død i 1985. Hun boede resten af sit liv i Paradise Valley, Arizona.

## Filmografi
- 1930 Lummox
- 1929 The Pagan
- 1929 The Overland Telegraph
- 1928 Fleetwing
- 1928 Kit Carson